# Guntín (Orense)
Guntín (llamada oficialmente Santa María de Guntín) es una parroquia y un lugar español del municipio de Blancos, en la provincia de Orense, Galicia.

## Organización territorial
La parroquia está formada por cinco entidades de población:
- A Rabea
- Cerdeira
- Guntín
- Os Cuquexos
- Pexeiroos[4] (Pexeirós)

## Demografía

### Parroquia
| Gráfica de evolución demográfica de Guntín (parroquia) entre 2000 y 2022 |
|                                                                          |
| Datos según el nomenclátor publicado por el INE.                         |

### Lugar
| Gráfica de evolución demográfica de Guntín (lugar) entre 2000 y 2022 |
|                                                                      |
| Datos según el nomenclátor publicado por el INE.                     |